# 岩本和幸
岩本 和行 (いわもと かずゆき、1946年11月15日 – )は、日本の元水泳選手である。主に1964年夏季オリンピックの男子1500メートル自由形に出場した。